# Glaucocharis harmonica
Glaucocharis harmonica là một loài bướm đêm trong họ Crambidae.